# 큰귀나무타기쥐
큰귀나무타기쥐(Ototylomys phyllotis)는 비단털쥐과에 속하는 설치류의 일종이다. 큰귀나무타기쥐속(Ototylomys)의 유일종이다. 벨리즈와 코스타리카, 엘살바도르, 온두라스, 멕시코, 니카라과에서 발견된다.